# Bterram
Bterram è un centro abitato e comune (municipalité) del Libano situato nel distretto di Koura, governatorato del Nord Libano.